# キャシー・ジェトニル＝キジナー
キャシー・ジェトニル＝キジナー（Kathy Jetn̄il-Kijiner, 1989年 - ） は、マーシャル諸島出身の詩人、アーティスト、環境活動家。 

## 経歴

### 生い立ち・学歴
キャシー・ジェトニル＝キジナーはマーシャル諸島で生まれ、ハワイで育った。ミルズ・カレッジでクリエイティブ・ライティングの学士号、ハワイ大学マノア校で太平洋諸島研究の修士号を取得した。

### 詩人・活動家として

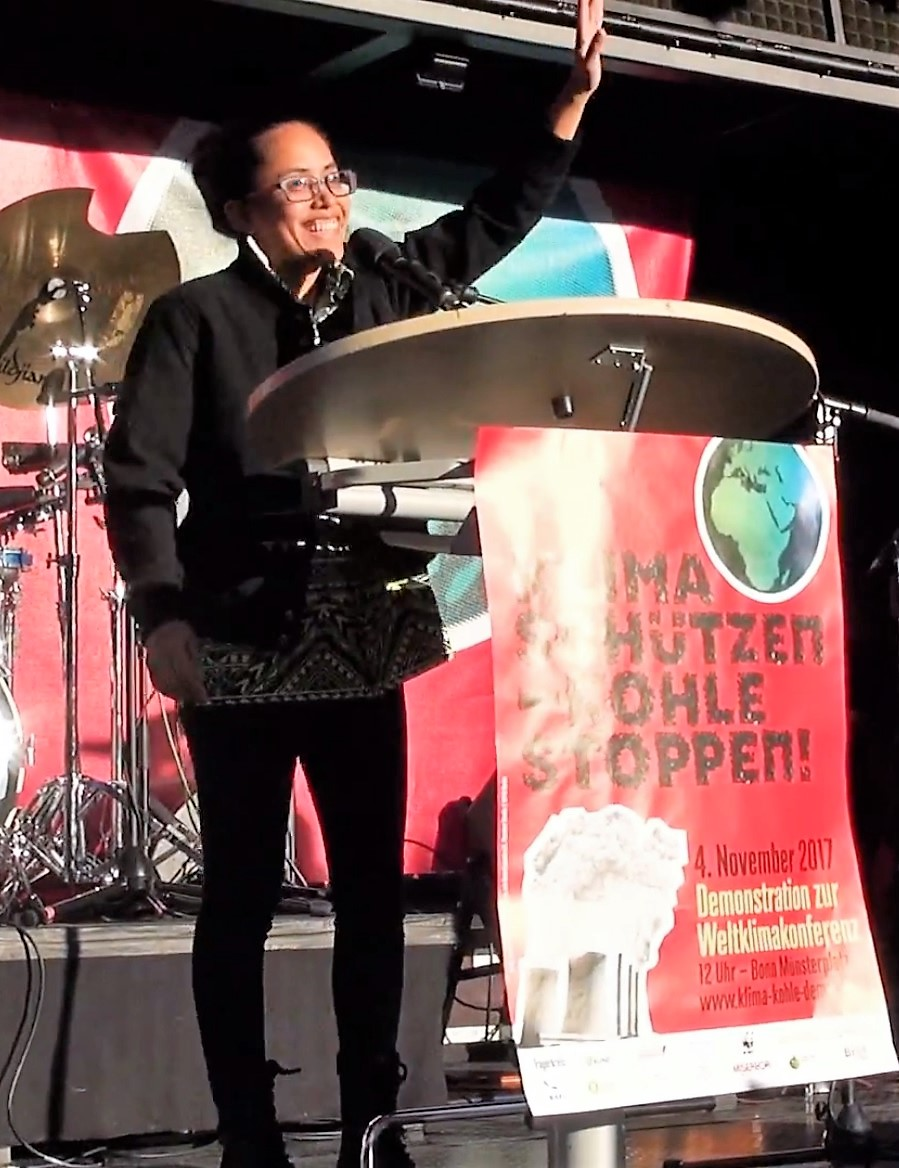
世界気候会議COP23でのキャシー・ジェトニル＝キジナー

学生時代にアメリカ本土での社会課題に関する啓蒙活動にインスパイアされ、詩人としての活動を開始した。
作品は、植民地主義、人種差別、強制移住、アメリカの核実験、気候変動などの問題を扱う。
2014年、国連気候変動サミットに登壇、生後6ヵ月の娘のために書いた詩「ねぇ、マタフェレ・ペイナム」を朗読し、国際的評価を受けた。
2015年、ヴォーグ誌によって「気候戦士」の1人に、2017年、アース・カンパニーによって「インパクト・ヒーロー・オブ・ザ・イヤー」に選出された。
初の詩集『Iep Jāltok: Poems from a Marshallese Daughter』がアリゾナ大学出版より2017年に出版された。同作はマーシャル諸島出身作家が出版する初の詩集とされる。
従姉妹らとともに環境NPO「ジョージクム」を共同設立し、マーシャル諸島を脅かす気候変動やその他の環境影響に対して行動を起こす若者を支援している。
マーシャル諸島大学で太平洋学の講師を務めた。
ジェトニル＝キジナーの詩のいくつかは、2020年3月にオークランド・アート・フェスティバルの一環として、サイロ・シアターで初めて上演された太平洋諸島の作家のキュレーション作品『UPU』に収録された。『UPU』は、2021年6月にウェリントンで開催されたキア・マウ・フェスティバルの一環として再演された。

## 著作

### Iep Jāltok: Poems from a Marshallese Daughter(2017)
2017年に出版した同作は、マーシャル人作家として歴史上初めての詩集の出版である。マーシャル諸島がアメリカの軍事占領によって経験した人間的、社会経済的、環境的危機をテーマにしている。核実験、植民地支配、気候変動による環境問題を経験しながらも、慣習や伝統に従うマーシャル諸島の人々の日常生活を概説している。
- キャシー・ジェトニル=キジナー 著、一谷智子 訳『開かれたかご―マーシャル諸島の浜辺から』 みすず書房、 2023年。ISBN 978-4622095897

### Rise: From One Island to Another(2018)
2018年、グリーンランドの気候変動活動家・詩人のアカ・ニヴィアナと共同で、気候変動にまつわる物語を詩にした。同作では、2つの対照的な故郷の破壊や、氷河の融解、海面上昇の現実を扱っている。二人の先住民女性は、グリーンランドの氷河の上でこの詩を披露した。6分間の映像では氷河や浜辺の風景を映し出し、それぞれの女性の故郷に敬意を表した。